# نهر هري
نهر هري أو هري رود وفقًا للفظه (بالدرية: هری رود) (بالفارسية: هریرود)(بالبشتوية: د هري سیند)‏، ويُكتب أيضًا هريرود وكان يُسمّى قديمًا عند العرب نهر هراة؛ هو نهر ينبع من الجبال الوسطى في أفغانستان ویندفق عبر محافظتي غور وهراة في أفغانستان، ويعبر الحدود الأفغانية الإيرانية وبعد انضمامها إلی کشف‌رود، دخلت رمال تركمانستان تحت اسم نهر تجن.
هو نهر يتدفق من جبال وسط أفغانستان ويسير مسافة 1100 كيلومتر (680 ميل) إلى تركمانستان، حيث يشكل واحة تيجند ويختفي في صحراء قره قوم.

## مسار

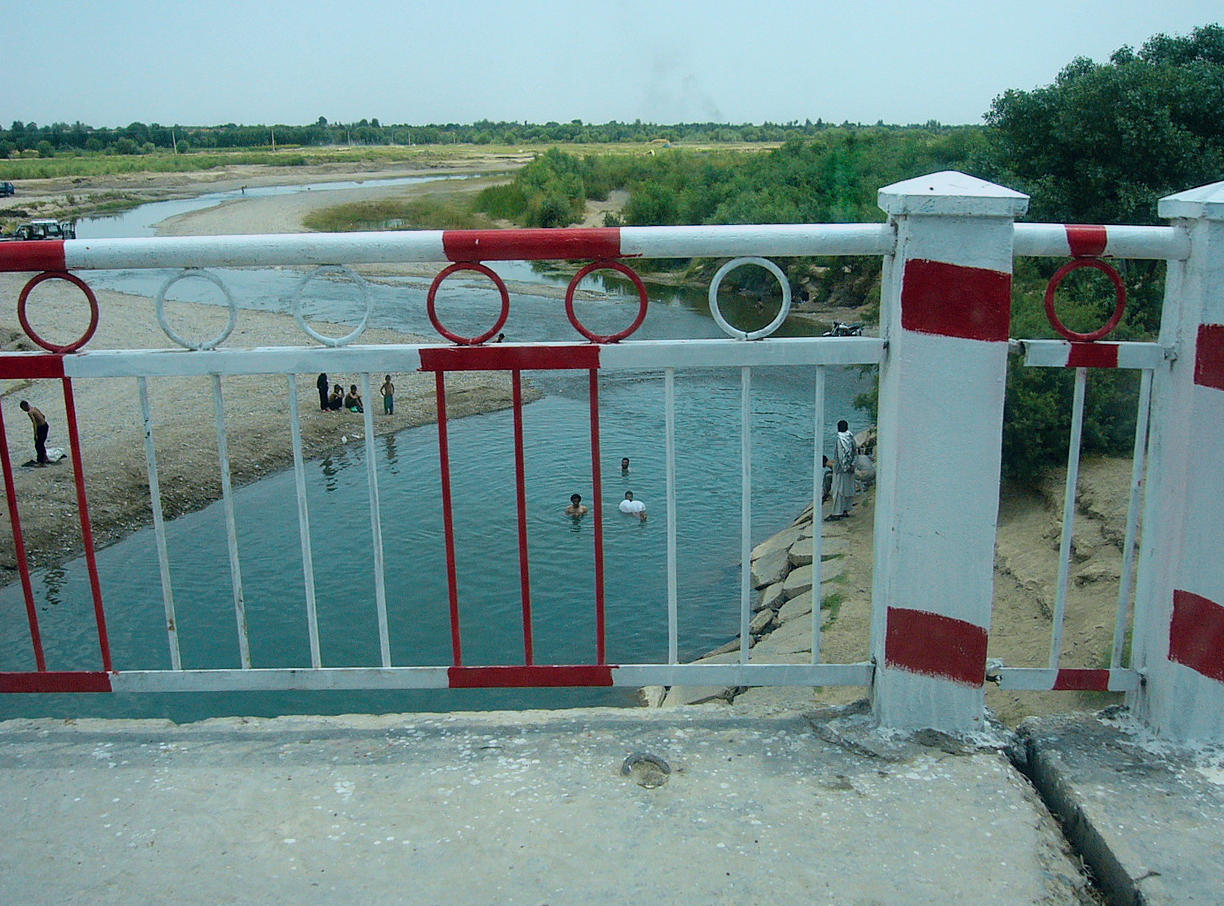
نهر هري قرب مدینة هراة

ينشأ النهر في سلسلة جبال بابا، وهي جزء من نظام هندوكش، ويتبع مسارًا مستقيمًا نسبيًا إلى الغرب.

## جغرافية
يعد نهر هري أحد أهم الأنهار في الجزء الغربي من أفغانستان ويتدفق بين سفيدكوه وجبل سياكوه من الشرق إلى الغرب.